# Јаровце
Јаровце (слч. Jarovce, хрв. Hrvatski Jandrof) је градска четврт Братиславе, у округу Братислава V, у Братиславском крају, Словачка Република.

## Становништво
Према подацима о броју становника из 2011. године градско насеље је имало 1.479 становника.